# Rheden (Germania)
Rheden è una frazione del comune tedesco di Gronau (Leine), in Bassa Sassonia.
Nel 1974 incorporò il territorio dei dissolti comuni di Heinum e Wallenstedt.
Rheden costituì un comune autonomo fino al 1º novembre 2016.